# Listes des évêques de Pescia
Cette liste recense les prévôts et les évêques qui se sont succédé sur le siège de Pescia. En 1519, Pescia devient prélature territoriale avec à sa tête le prévôt du chapitre de la collégiale. En 1727, la prélature est élevée au rang de diocèse et prend le nom de diocèse de Pescia.

## Prévôt
- Lorenzo de Cecchi (1519-1541)
- Giuliano de Cecchi (1541-1562)
- Cristiano Pagni (1562-1562)
- Guido de Guidi (1562-1569)
- Lorenzo Turini (1569-1600)
- Bernardo Segni (1600-1600)
- Stefano de Cecchi (1601-1633)
- Giovanni Ricci (1634-1646)
- Giambattista de Cecchi (1646-1694)
- Benedetto Falconcini (1694-1704), nommé évêque d'Arezzo
- Mancino (1705-1707)
- Paolo Antonio Pesenti (1707-1727), nommé évêque de Pescia

## Évêques
- - Paolo Antonio Pesenti (1727-1728), évêque élu
- Bartolomeo Pucci (1728-1737)
- Gaetano Incontri (1738-1741), nommé archevêque de Florence
- Donato Maria Arcangeli (1742-1772)
- Francesco Vincenti (1773-1803)
- Giulio de' Rossi (1804-1833)
- Giovanni Battista Rossi (1834-1837), nommé évêque de Pistoia et de Prato
- Vincenzo Menchi (1839-1843), nommé évêque de Fiesole
  - Siège vacant (1843-1847)
- Pietro Forti (1847-1854)
- Giovanni Benini (1855-1896)
- Giulio Matteoli (1896-1898), nommé évêque de Livourne
- Donato Velluti Zati (1899-1907)
- Giulio Serafini (1907-1907)
- Angelo Simonetti (1907-1950)
- Dino Luigi Romoli, O.P (1951-1977)
- Giovanni Bianchi (1977-1993)
- Giovanni De Vivo (1993-2015)
- Roberto Filippini (2015- )

## Sources
- http://www.catholic-hierarchy.org